# Алфонсо Куарон
Алфонсо Куарон Ороско (на испански: Alfonso Cuarón Orozco) е мексикански филмов режисьор, продуцент, сценарист, оператор и редактор. Куарон е първият режисьор, роден в Мексико, спечелил Оскар за най-добър режисьор. Куарон е бил номиниран за Оскар в шест различни категории, рекорд, който споделя с Уолт Дисни и Джордж Клуни.
Куарон има 11 номинации за Оскар, от които е спечелил четири, включително за най-добър режисьор за „Гравитация“ (2013 г.) и „Рома“ (2018 г.), най-добър филмов монтаж за „Гравитация“ и най-добра операторска работа за „Рома“.
Други значими филми на Куарон в различни жанрове включват семейната драма „Малка принцеса“ (1995 г.), романтичната драма „Големите надежди“ (1998 г.), младежкият филм „И твоята майка също" (2001 г.), фентъзи филмът „Хари Потър и затворникът от Азкабан“ (2004 г.) и научнофантастичния антиутопичен трилър „ Децата на хората“ (2006 г.).

## Ранни години
Алфонсо Куарон Ороско е роден в град Мексико в семейството на Алфредо Куарон, лекар, специалист по ядрена медицина, и Кристина Ороско, фармацевтичен биохимик. Той има двама братя, Карлос, който също е режисьор, и Алфредо, който е консервационен биолог. 
Куарон учи философия и кинорежисура в Националния автономен университет на Мексико, където се запознава с режисьора Карлос Маркович и оператора Емануел Любецки. С тях създава първия си късометражен филм „Отмъщението е мое“. 

## Кариера

### 1990-те: Начална кариера
Куарон започва работа в телевизията в Мексико, първоначално като техник, а впоследствие като режисьор. Телевизионната му работа води до няколко назначения като помощник-режисьор във филмови продукции, включително „Големият празник“, „Габи: Истинска история“ и „Ромеро“, а през 1991 г. получава първото си назначение като режисьор на филм за големия екран.
През 1991 г. Куарон режисира „Само с партньора си“ (Sólo con tu pareja), секс комедия за бизнесмен-женкар (с участието на Даниел Хименес Качо в главната роля, Астрид Хадад и Клаудия Рамирес). Куарон пише сценария, продуцира и режисира филма, а накрая участва в монтажа му съвместно с Луис Патлан. Филмът става голям хит в Мексико.
След този успех режисьорът Сидни Полак наема Куарон да режисира епизод на „Паднали ангели“, поредица от нео-ноар истории, създадени през 1993 г. за кабелната мрежа Шоутайм; сред другите режисьори, работили по поредицата, са Стивън Содърбърг, Джонатан Каплан, Питър Богданович и Том Ханкс.
През 1995 г. Куарон пуска първия си игрален филм, продуциран в САЩ, „Малка принцеса“, адаптация по класическия роман на Франсис Ходжсън Бърнет. Следващият пълнометражен филм на Куарон също е литературна адаптация, модернизирана версия на „Големите надежди" на Чарлз Дикенс с участието на Итън Хоук, Гуинет Полтроу и Робърт Де Ниро .

### 2000-те: Международен успех
През 2001 г. Куарон се връща в Мексико, където снима „И твоята майка също“ (Y tu mamá también), с испаноезичен актьорски състав – Гаел Гарсия Бернал, Диего Луна и Марибел Верду. Филмът е провокативна и противоречива комедия за двама тийнейджъри, обсебени от секса, които предприемат продължително пътуване с привлекателна омъжена жена, която е много по-възрастна от тях. Откритото изобразяване на сексуалността и често грубият хумор, както и политически и социално значимите теми, превръщат филма в международен хит и му носят голям успех сред критиците. Куарон споделя номинация за Оскар за най-добър оригинален сценарий със своя брат и съсценарист Карлос Куарон.
През 2004 г. Куарон режисира третия филм в успешната филмова поредица за Хари Потър – „Хари Потър и затворникът от Азкабан“. Подходът на Куарон получава критика от страна на някои фенове на книгите заради склонността му да се отклонява повече от изходния материал, отколкото неговите предшественици. Авторката Джоан Роулинг обаче, която е почитател на филма на Куарон „И твоята майка също“, казва, че към момента на излизането на третия филм, той е нейният личен фаворит от поредицата. Критиците също посрещат филма по-добре от предходните две части, като някои отбелязват, че това е първият филм за Хари Потър, който наистина улавя същността на книгите. Впоследствие филмът е оценен от анкети сред аудиторията и критиците като най-добрият от цялата поредица.
През 2006 г. пълнометражният филм на Куарон „Децата на хората“, адаптация по едноименния роман на П. Д. Джеймс, с участието на Клайв Оуен, Джулиан Мур и Майкъл Кейн, получава широко признание от страна на критиката, включително три номинации за Оскар. Самият Куарон получава две номинации за работата си по филма за най-добър филмов монтаж (с Алекс Родригес) и за най-добър адаптиран сценарий (с няколко сътрудници).
Създава продуцентската и дистрибуторска компания „Есперанто Филмой“ („Esperanto Filmoj“), чието име е вдъхновено от подкрепата на Куарон за международния език есперанто). Сред продуцираните от компанията филми са „Патешки сезон“, „Лабиринтът на фавна“ и „Гравитация“.

### 2010-те: Успех и награди
През 2010 г. Куарон започва да работи по филма „Гравитация“ – драма, чието действие се развива в космоса. Към него се присъединява продуцентът Дейвид Хейман, с когото Куарон работи по Хари Потър и затворникът от Азкабан . Филмът с участието на Сандра Бълок и Джордж Клуни открива 70-ия Международен филмов фестивал във Венеция през август 2013 г., а на 4 октомври е пуснат по кината в САЩ. Филмът бележи финансов успех с 723,2 милиона долара приходи от боксофиса спрямо бюджет от 130 милиона. Гравитация получава и множество номинации за награди. На 12 януари 2014 г. Алфонсо получава „Златен глобус“ в категорията за най-добър режисьор . Филмът получава и десет номинации за Оскар, включително за най-добър филм и за най-добър режисьор. Куарон печели отличието за най-добър режисьор, което го прави първият латиноамериканец, печелил наградата. Съвместно с Марк Сангер получава и Оскар за най-добър филмов монтаж.
През 2013 г. Куарон създава научнофантастичния/фентъзи/приключенски сериал Believe, който се излъчва в периода 2013 – 2014 г. по NBC. Сериалът е създаден от Куарон за Bad Robot Productions и телевизия Уорнър Брос. През 2014 г. списание „Тайм“ включва Куарон в списъка си на "100-те най-влиятелни хора в света“, категория „пионери“.
През май 2015 г. е обявено, че Куарон ще бъде председател на журито за 72-ия Международен филмов фестивал във Венеция.
През есента на 2016 г. започват снимките за осмия филм на Куарон, „Рома" – разказ за живота на икономка на мексиканско семейство от средната класа през 70-те години на 20 в. в Мексико. Филмът е базиран на историята на дългогодишната прислужница на семейството на Куарон – Либория Родригес. Проектът е продуциран от Куарон, Габриела Родригес и Николас Селис, а главните актриси в него са Ялица Апарисио и Марина де Тавира – и двете номинирани за Оскар за ролите си. Филмът дебютира на 75-ия международен филмов фестивал във Венеция, където печели „Златен лъв“, и е разпространен в избрани киносалони в Мексико и САЩ преди да бъде пуснат онлайн по Netflix. „Рома“ получава висока оценка, а сред отличията му са два Златни глобуса (за най-добър чуждоезичен филм и за най-добър режисьор за Куарон) и три награди Оскар (за най-добър режисьор, най-добър чуждоезичен филм и най-добър оператор за Куарон).

## Личен живот
Куарон е вегетарианец и живее в Лондон от 2000 г.
Първата му съпруга е Мариана Елизондо, с която има син, Йонас Куарон, роден през 1981 г. Йонас Куарон също е филмов режисьор, известен с „Годината на ноктите“ и „Изоставен“. Вторият брак на Алфонсо Куарон, от 2001 до 2008 г., е с италианската актриса и журналистка на свободна практика Аналиса Булиани, с която има две деца.
Куарон е изразявал публично своето увлечение по изкуствения език есперанто и подкрепата си към есперанто движението, дори кръщава продуцентската си компания Есперанто Филмой.
През 2009 г. Куарон подписва петиция, призоваваща за освобождаване на режисьора Роман Полански, арестуван в Швейцария по обвинение, че е упоил и изнасилил 13-годишно момиче през 1977 г.

## Филмография
| Година | Заглавие                            | Режисьор | Продуцент | Сценарист | Друго | Бележки                      |
| ------ | ----------------------------------- | -------- | --------- | --------- | ----- | ---------------------------- |
| 1987   | Габи: Истинска история              |          |           |           | Ok    | Асистент-режисьор            |
| 1988   | Сините пирамиди                     |          |           |           | Ok    | Асистент-режисьор            |
| 1989   | Ромеро                              |          |           |           | Ok    | Асистент-режисьор            |
| 1991   | Само с партньора си                 | Ok       | Ok        | Ok        | Ok    | Режисьорски дебют; монтажист |
| 1995   | Малка принцеса                      | Ok       |           |           |       |                              |
| 1998   | Големите надежди                    | Ok       |           |           |       |                              |
| 2001   | И твоята майка също                 | Ok       | Ok        | Ok        | Ok    | Монтажист                    |
| 2004   | Хари Потър и Затворникът от Азкабан | Ok       |           |           |       |                              |
| 2004   | Хроники                             |          | Ok        |           |       |                              |
| 2004   | Убийството на Ричард Никсън         |          | Ok        |           |       |                              |
| 2006   | Децата на хората                    | Ok       |           | Ok        | Ok    | Монтажист                    |
| 2007   | Година на нокътя                    |          | Ok        |           |       |                              |
| 2008   | Рудо и Курси                        |          | Ok        |           |       |                              |
| 2013   | Гравитация                          | Ok       | Ok        | Ok        | Ok    | Монтажист                    |
| 2016   | Пустиня                             |          | Ok        |           |       |                              |
| 2018   | Маугли: Легенда за джунглата        |          | Ok        |           | Ok    | Творчески консултант         |
| 2018   | Рома                                | Ok       | Ok        | Ok        | Ok    | Оператор                     |
| 2020   | Вещиците                            |          | Ok        |           |       |                              |
| 2022   | Зениците                            |          | Ok        |           |       |                              |

## Награди и номинации
| Година   | Произведение                        | Оскар     | Оскар   | Награди на BAFTA | Награди на BAFTA | Златен глобус | Златен глобус |
| Година   | Произведение                        | Номинации | Награди | Номинации        | Награди          | Номинации     | Награди       |
| -------- | ----------------------------------- | --------- | ------- | ---------------- | ---------------- | ------------- | ------------- |
| 1995 г.  | Малка принцеса                      | 2         |         |                  |                  |               |               |
| 2001 г.  | И твоята майка също                 | 1         |         | 2                |                  | 1             |               |
| 2004 г.  | Хари Потър и затворникът от Азкабан | 2         |         | 4                |                  |               |               |
| 2006 г.  | Децата на хората                    | 3         |         | 3                | 2                |               |               |
| 2013     | Гравитация                          | 10        | 7       | 11               | 6                | 4             | 1             |
| 2018 г.  | Рома                                | 10        | 3       | 7                | 4                | 3             | 2             |
| Общ брой | Общ брой                            | 28        | 10      | 27               | 12               | 8             | 3             |